# Tyska bron
Tyska bron i Göteborg, är en bro i  centrala Göteborg. Den är cirka 40 meter lång och 9 meter bred, och går över Stora Hamnkanalen. Bron förbinder Norra- och Södra Hamngatan, där Korsgatan mynnar ut i Södra Hamngatan.

## Historia
Bron byggdes 1673 med en vindbrygga, först i rödmålat trä med tre valv. Målarmästare Johan Hammer († 1698) målade 1687 bilder på bron. Bron ombyggdes 1735, fortfarande i trä. Mellan åren 1761–1763 uppfördes en ny bro i sten, med två valv och utrustad med en vindbrygga så att fartygen kunde passera in till Stora Torget, nuvarande Gustaf Adolfs torg. Ritningarna var gjorda av stadsingenjören Bengt Wilhelm Carlberg, med Kämpebron som förebild och arbetet utfördes av murmästare B. Rancke. Kring 1765 blev räcken av smidesjärn uppsatta, enligt Carlbergs noggranna anvisningar "annars förorsaka de oskick och missfirma bryggan".
Den var tidigt försedd med fyra, tio fot höga skulpturer föreställande de fyra världsdelarna och kallades då för Europabron. Andra namn på bron var Tornbryggan eller Morjanbron, efter de fyra uppställda "negerfigurer" i trä vid brons hörn (Morian är ett äldre ord för svarthyad afrikan eller
"neger"). Denna utsmyckning ersattes senare av fyra lyktpyramider, då bron därefter benämndes Pyramidbron. Bron var den första i Göteborg som försågs med belysning (före år 1700), och har åtta vackra lyktstolpar och räcken i gjutjärn av gammalt datum.
Sitt nuvarande utseende fick bron 1863, då den blev en fast balkbro av järn i tre spann. Arbetet med rivningen av bron påbörjades den 12 januari 1863. Arbetet med bron var klart i oktober 1863. Ett omfattande arbete skedde även 1924 då brons mittspann förstärktes.
Tidigare förekom biltrafik på bron, men sedan 1960 är den enbart avsedd för gående och rullstolsburna.
Namnet Tyska bron fastställdes 1883, och kommer av närheten till Tyska kyrkan, cirka 25 meter norrut.

## Bilder

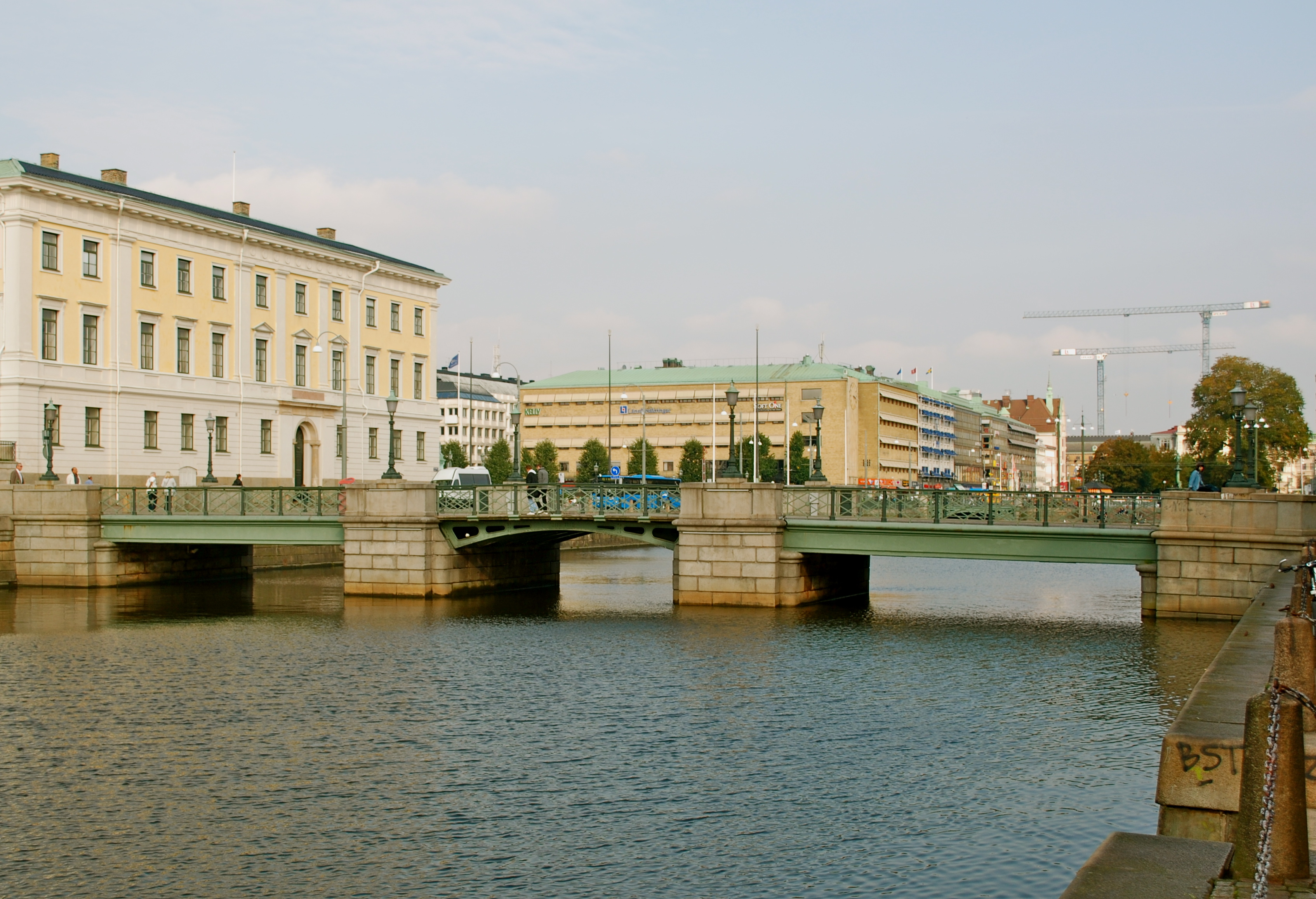
Tyska Bron sedd från Södra hamngatan. Till vänster Göteborgs rådhus.
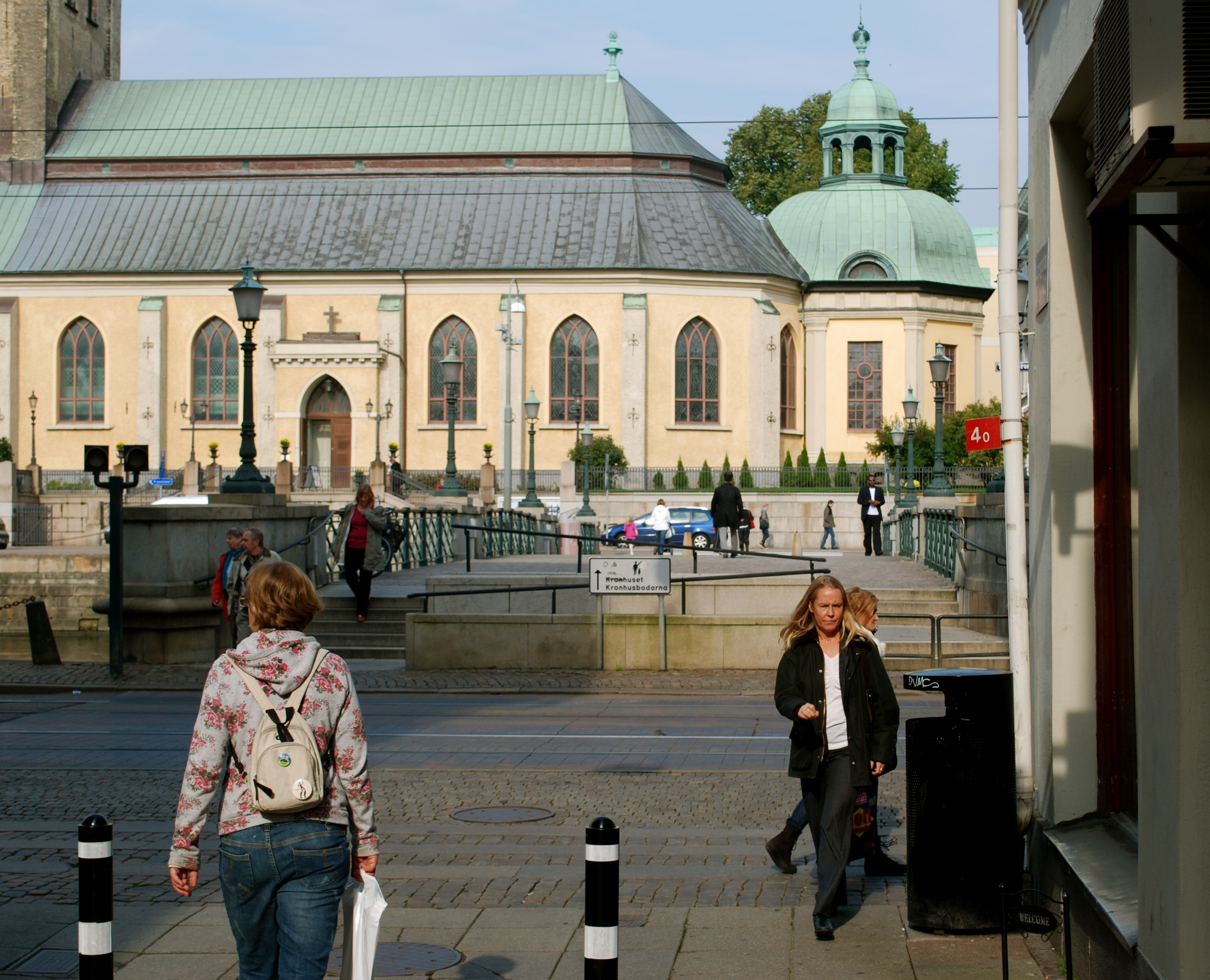
Tyska Bron sedd från Korsgatan. I bakgrunden Tyska kyrkan.